# Gravemaskine
En gravemaskine består af et understel med enten hjul eller bælter, hvorpå der med en drejekrans er monteret en opbygning med motor, førerhus, gravearm og kontravægt.
Til kategorien gravemaskiner hører også minigraveren. Det er et holdningsspørgsmål hvor grænsen går; maskinens funktion er den samme, blot i anden målestok.
Stort set alle funktioner på en gravemaskine fungerer ved hjælp af hydraulik.
Betegnelsen gravko, som nu synes at være forældet, stammer fra 1928 som en sammentrækning af firmanavnet Grave-Compagniet (Grav Co), en virksomhed dannet af civilingeniør Kristian Hindhede. Som et kuriosum kan det nævnes at gravko hedder både 'gravkoer' og 'gravkøer' i flertal. Betegnelsen gravko bliver oftest brugt om alle typer maskiner med en skovl, men dette er ikke korrekt ordvalg. 
- En stærk gravemaskine fra Case hjælper en vongmand med at læsse en skovl
- Gravemaskiner tester hydraulikhamre og knuser sten
- 'Gravco' der har givet navn til en Gravko. Fotografi taget af Folmer Jørgensen ca 1930